# أزويا
أزويا هي قرية في بلدية سينترا في جنوب غرب مقاطعة لشبونة بالبرتغال.

## نبذة
تقع أزويا على بعد كيلومتر واحد من كابو دا روكا، وهي أقصى نقطة غربية في القارة الأوروبية، مما يجعلها القرية الواقعة في أقصى غرب القارة الأوروبية.

## صور

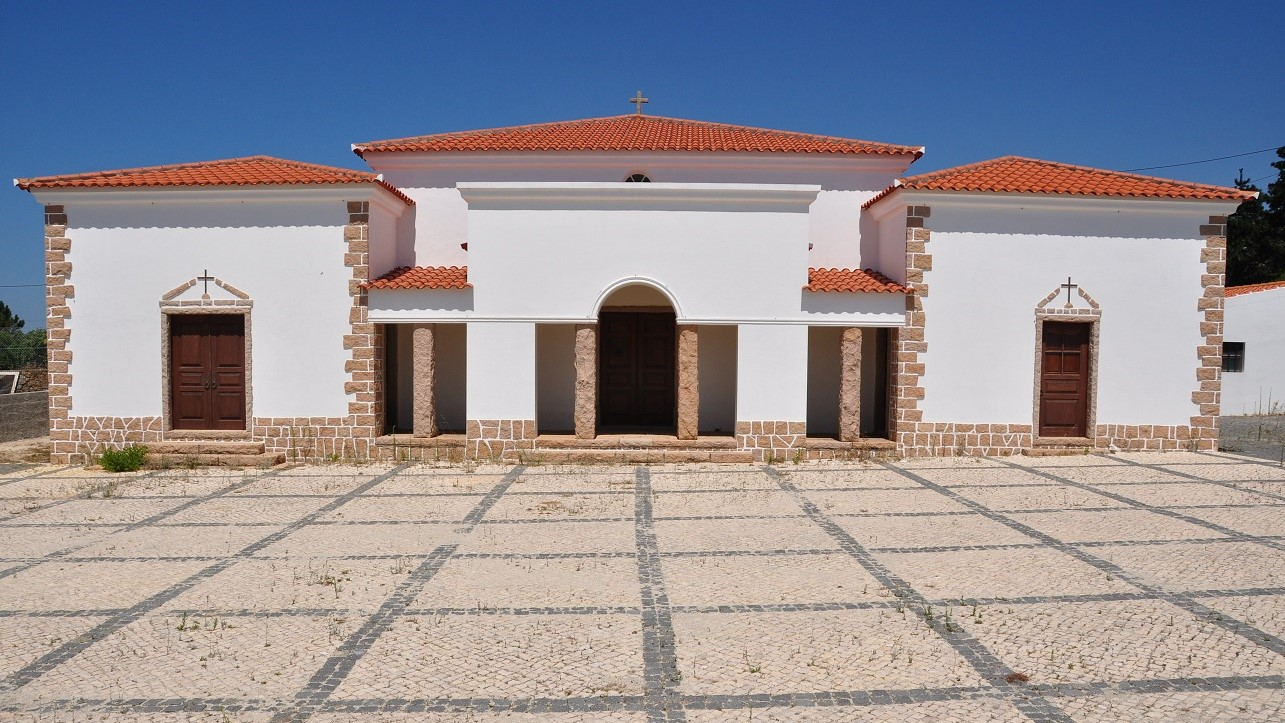
كنيسة
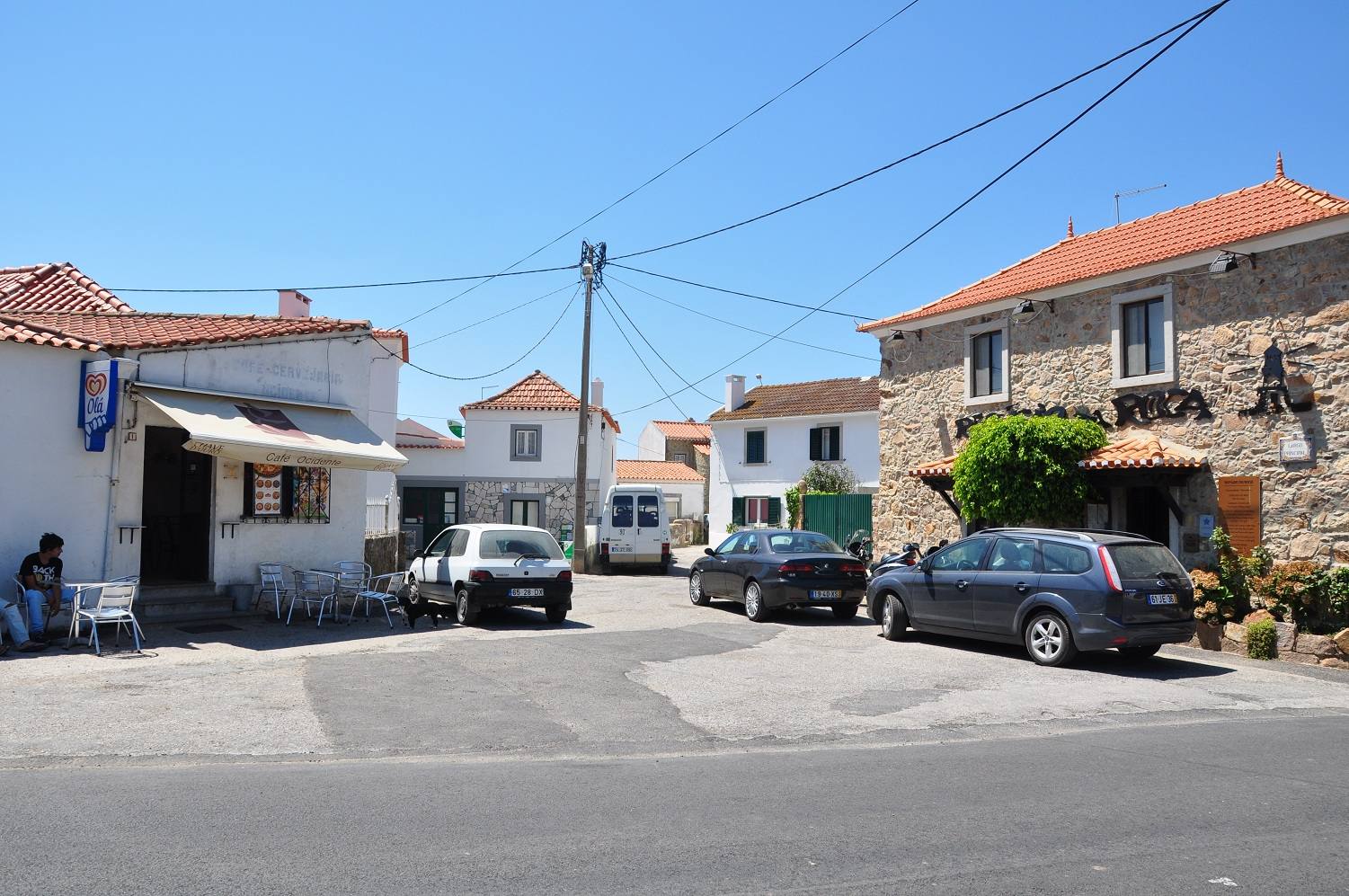
الساحة الرئيسية في أزويا